# 地蜂草
地蜂草（学名：Geosiris aphylla）是一种真菌異營植物，只生长在马达加斯加岛和一些印度洋的岛屿上。地蜂草没有叶绿素，其根茎细长，有鳞片状皮；茎有分支；叶退化呈鳞片状；花小，为淡紫色。

## 分类
地蜂草科又名地鸢尾科，其下只有一属一种。1981年的克朗奎斯特分类法将本科放入兰目，1998年根据基因亲缘关系分类的APG 分类法和2003年经过修订的APG II 分类法不承认这个科，将本属合并到鸢尾科中，属于天门冬目。